# Singapur Open 1961
Die Singapur Open 1961 im Badminton fanden vom 5. bis zum 7. August 1961 in Singapur statt. An den Titelkämpfen nahmen in diesem Jahr fast ausschließlich einheimische und malaysische Athleten teil.

## Finalergebnisse
| Disziplin    | Sieger                 | Finalist                 | Ergebnis           |
| ------------ | ---------------------- | ------------------------ | ------------------ |
| Herreneinzel | Lee Kin Tat            | Roland Ng                | 15:6, 15:9         |
| Dameneinzel  | Helen Ong              | Jessie Ong               | 11:7, 12:9         |
| Herrendoppel | Robert Lim Lim Wei Lon | Ong Poh Lim Tan Yee Khan | 15:3, 11:15, 15:12 |
| Damendoppel  | Jessie Ong Nancy Ang   | Vivien Gwee Helen Ong    | 18:16, 15:9        |
| Mixed        | Ong Poh Lim Jessie Ong | Bob Lee Nancy Ang        | 15:9, 15:11        |